# Bosconero
Bosconero és un comune (municipi) de la ciutat metropolitana de Torí, a la regió italiana del Piemont, situat a uns 25 quilòmetres al nord de Torí. A 1 de gener de 2019 la seva població era de 3.133 habitants.
Bosconero limita amb els següents municipis: Rivarolo Canavese, San Giusto Canavese, Feletto, Foglizzo, San Benigno Canavese i Lombardore.